# 1. FC Köln
1. FC Köln este un club de fotbal din Köln, Germania, care evoluează în Bundesliga. A luat ființă pe 13 februarie 1948 și este membru fondator al Bundesligii. Perioada de glorie a clubului a fost în anii 60-70 când a câștigat majoritatea trofeelor deținute în palmares. A fost de trei ori campioană a Germaniei și a câștigat de patru ori Cupa. Pe plan extern vârful de performanță a fost o finală de Cupa UEFA jucată în 1986. Începând cu a doua parte a anilor 90 clubul alunecă în mediocritate oscilând aproape permanent între primul și al doilea eșalon al fotbalului german. De-a lungul timpului 1. FC Köln a dat naționalei Germaniei nume importante precum Wolfgang Overath, Harald Schumacher, Pierre Littbarski sau Lukas Podolski. Este unul dintre cele mai iubite cluburi din Germania, având în prezent peste 100.000 de membri cotizanți.

## Palmares
- Bundesliga: 1962, 1964, 1979
- Cupa Germaniei: 1968, 1977, 1978, 1983
- 2. Bundesliga: 2000, 2005, 2014, 2019, 2025
- Campioană regională: 1954, 1960, 1961, 1962, 1963
- Campioană amatori: 1981
- Campioană juniori A: 1971
- Campioană juniori B: 1990, 2011
- Cupa Germaniei - juniori: 2013

## Lotul 2024-2025
La 16 august 2024. 
| Nr. |                       | Poziție | Jucător               |
| --- | --------------------- | ------- | --------------------- |
| 1   | Germania              | P       | Marvin Schwäbe        |
| 3   | Germania              | F       | Dominique Heintz      |
| 4   | Germania              | F       | Timo Hübers (căpitan) |
| 5   | Croația               | F       | Nikola Soldo          |
| 6   | Germania              | M       | Eric Martel           |
| 7   | Austria               | M       | Dejan Ljubičić        |
| 8   | Bosnia și Herțegovina | M       | Denis Huseinbašić     |
| 9   | Germania              | A       | Luca Waldschmidt      |
| 11  | Austria               | M       | Florian Kainz         |
| 12  | Germania              | P       | Jonas Nickisch        |
| 13  | Germania              | A       | Mark Uth              |
| 15  | Germania              | F       | Luca Kilian           |
| 16  | Germania              | F       | Marvin Obuz           |
| 17  | Kosovo                | F       | Leart Paqarada        |
| 18  | Danemarca             | F       | Rasmus Carstensen     |
| 19  | Germania              | A       | Tim Lemperle          |
| 20  | Germania              | P       | Philipp Pentke        |
| 21  | Germania              | A       | Steffen Tigges        |

| Nr. |                            | Poziție | Jucător                 |
| --- | -------------------------- | ------- | ----------------------- |
| 22  | Danemarca                  | M       | Jacob Steen Christensen |
| 23  | Armenia                    | A       | Sargis Adamyan          |
| 24  | Germania                   | F       | Julian Pauli            |
| 29  | Germania                   | A       | Jan Thielmann           |
| 33  | Germania                   | A       | Florian Dietz           |
| 34  | Germania                   | M       | Fayssal Harchaoui       |
| 35  | Germania                   | F       | Max Finkgräfe           |
| 36  | Germania                   | M       | Meiko Wäschenbach       |
| 37  | Germania                   | M       | Linton Maina            |
| 38  | Germania                   | F       | Elias Bakatukanda       |
| 39  | Germania                   | A       | Maximilian Schmid       |
| 40  | Germania                   | P       | Jonas Urbig             |
| 42  | Statele Unite ale Americii | A       | Damion Downs            |
| 43  | Slovenia                   | A       | Jaka Čuber Potočnik     |
| 44  | Germania                   | P       | Matthias Köbbing        |
| 47  | Luxemburg                  | M       | Mathias Olesen          |

## Staff tehnic
| Antrenor principal | Markus Anfang   |
| Antrenor secund    | Tom Cichon      |
| Antrenor secund    | Florian Junge   |
| Antrenori portari  | Andreas Menger  |
| Preparator fizic   | Max Weuthen     |
| Preparator fizic   | Dennis Morschel |
| Analist video      | Hannes Dold     |

## Staff administriativ
| Președinte                             | Werner Spinner      |
| Vicepreședinte                         | Markus Ritterbach   |
| Vicepreședinte                         | Harald Schumacher   |
| Președintele comitetului membrilor     | Stefan Müller-Römer |
| Vicepreședintele comitetului membrilor | Dr. Carsten Wettich |
| Manager                                | Alexander Wehrle    |
| Director sportiv                       | Armin Veh           |